# 林初学
林初学（1959年3月5日—），男，四川乐山人，中国国有企业人物，教授级高级工程师。2009年至2019年，曾任中国长江三峡集团公司副总经理。

## 生平
1982年毕业于浙江大学电机系，获工学学士学位。曾在中国国际信托投资公司（中国中信集团）工作。1992年毕业于英国斯特灵大学，获获工商管理硕士学位。2002年，任中国长江三峡工程开发总公司党组成员、副总经理兼三峡财务有限责任公司董事长、中国长江电力股份有限公司监事长。2009年，任中国长江三峡集团公司党组成员、副总经理。2015年12月升任党组副书记、副总经理，兼任三峡集团党校校长、三峡集团大学校长。2018年12月26日，当选三峡集团工会第四届委员会主席。2021年10月，受聘为中国大连高级经理学院国际特聘教授。

## 社会兼职
- 海峡两岸关系协会理事
- 国际水电协会副主席[3]
- 潘家铮水电科技基金理事会副理事长
- 中国大坝工程学会副理事长